# Music Industry Award voor Solo man
De Music Industry Award voor Solo man is een prijs die vanaf 2008 uitgereikt wordt tijdens de Vlaamse Music Industry Awards (MIA's). De winnaar wordt bepaald door een publieke voting via de officiële site. Vanaf 2023 werd de categorie vervangen door de MIA voor Beste solo artiest.
Een overzicht van de winnaars:

## Winnaars
| Jaar | Winnaar            | Genomineerden                                         |
| ---- | ------------------ | ----------------------------------------------------- |
| 2008 | Milow              | - Tim Vanhamel - Bart Peeters - Joost Zweegers        |
| 2009 | DAAN               | - Bart Peeters - Milow - Jasper Erkens                |
| 2010 | DAAN               | - Tom Dice - Stromae - Flip Kowlier                   |
| 2011 | Milow              | - Gabriel Ríos - Gotye - Raymond van het Groenewoud   |
| 2012 | Netsky             | - Marco Z - Arno - Tom Dice                           |
| 2013 | Stromae            | - DAAN - Bent Van Looy - Gabriel Ríos                 |
| 2014 | Stromae            | - Admiral Freebee - Bart Peeters - Gabriel Ríos       |
| 2015 | Stromae            | - Stan Van Samang - Oscar and the Wolf - Tourist Lemc |
| 2016 | Stan Van Samang    | - Bent Van Looy - Lost Frequencies - Tourist Lemc     |
| 2017 | Oscar and the Wolf | - Niels Destadsbader - Tamino - Warhaus               |
| 2018 | Niels Destadsbader | - Tamino - Novastar - Tourist Lemc                    |
| 2019 | Niels Destadsbader | - Brihang - Roméo Elvis - Zwangere Guy                |
| 2021 | Metejoor           | - Bart Peeters - Stromae - Zwangere Guy               |
| 2022 | Metejoor           | - Stromae - Tamino - Oscar and the Wolf               |

## Artiesten met meerdere awards
3× gewonnen
- Stromae

2× gewonnen
- DAAN
- Milow
- Metejoor
- Niels Destadsbader

## Artiesten met meerdere nominaties
6 nominaties
- Stromae

4 nominaties
- Bart Peeters

3 nominaties
- DAAN
- Gabriel Ríos
- Milow
- Niels Destadsbader
- Oscar and the Wolf
- Tamino
- Tourist Lemc

2 nominaties
- Metejoor
- Novastar
- Stan Van Samang
- Tom Dice
- Zwangere Guy

Edities: 2007 · 2008 · 2009 · 2010 · 2011 · 2012 · 2013 · 2014 · 2015 · 2016 · 2017 · 2018 · 2019 · 2020 · 2021 · 2022 · 2023  · 2024

 Prijzen: Beste album · Hit van het jaar · Pop · Solo man 
· Solo vrouw · Doorbraak